# Clotilda (Schiff)

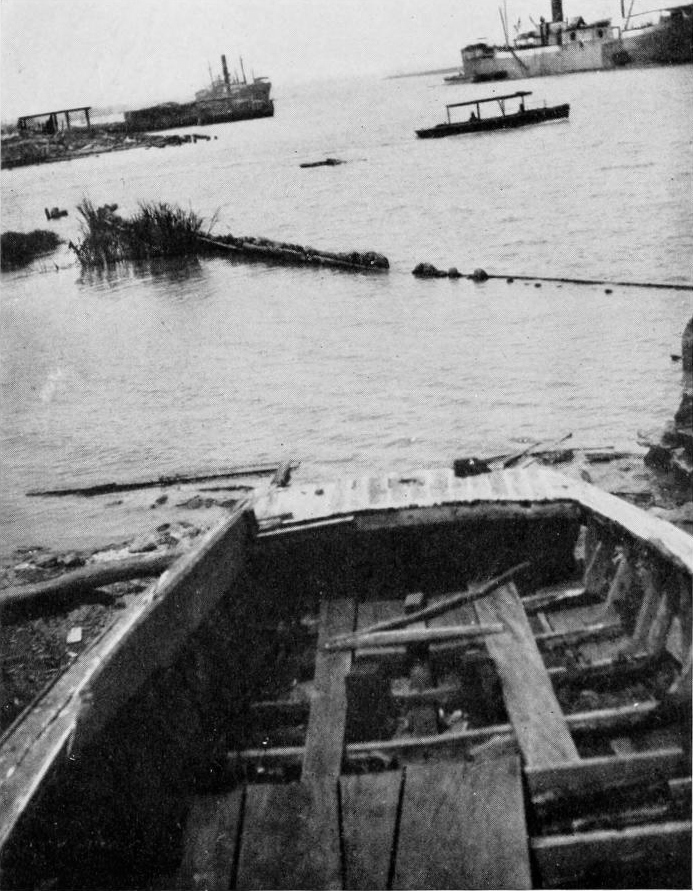
Wrack der Clotilda in der Mobile Bay

Die Clotilda gilt als das letzte Sklavenschiff, welches im transatlantischen Sklavenhandel die USA zum Ziel hatte. Sie erreichte im Jahr 1860 und damit rund ein Jahr vor Ausbruch des Sezessionskrieges die Mobile Bay im US-Bundesstaat Alabama. Zu dieser Zeit war es bereits seit über 50 Jahren verboten, Sklaven in die USA zu bringen. Die 110 gefangenen Männer, Frauen und Kinder stammten ursprünglich aus Westafrika.
Die 2018 entdeckten Überreste des Schiffs gelten als das am besten erhaltene Sklavenschiffswrack, da es im sumpfigen Boden des Flussdeltas versank. Das Schiff ist zu etwa zwei Dritteln erhalten, da die schlammigen Sedimente des Mobile River das Holz bedecken und so die Zersetzung durch Sauerstoff verhinderten.

## Überfahrt und Versenkung

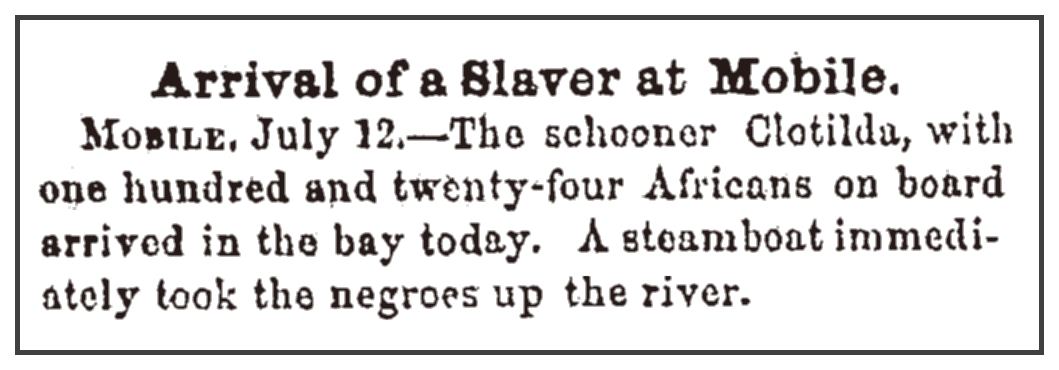
Bekanntmachung aus der Montgomery Weekly Post, vom 18. Juli 1860

Organisiert wurde der Sklaventransport an Bord der Clotilda von Timothy Meaher, der Plantagenbesitzer und Schiffbauer war und mit einer Gruppe von Geschäftsleuten aus den Nordstaaten gewettet hatte, er könne das (seit 1808 gültige) Verbot, Sklaven in die USA zu bringen, umgehen.
Der zum Sklavenschiff umgerüstete Schoner war ursprünglich für den Transport von Holz gebaut worden. Für den Transport von Gefangenen war ein Zwischendeck nachträglich eingebaut worden.
Aus Aufzeichnungen des Kapitäns, William Foster, gehen zahlreiche Details über die Fahrt der Clotilda hervor. Der Schoner stach am 4. März 1860 in Mobile, Alabama, in See. Zur Besatzung zählten neben dem Kapitän noch ein erster und ein zweiter Maat sowie neun Matrosen. Der mitgeführte Proviant bestand unter anderem aus Wasser, Reis, Mehl, Brot, Zucker, Melasse, gepökeltem Fleisch, getrockneten Waren und Rum. Außerdem führte der Kapitän 9.000 US-Dollar in Goldmünzen mit.
Das Wetter war günstig und am vierten Tag der Reise hatte man Kuba passiert, am 17. März die Bermudas. Dort sorgten heftiger Wind und Seegang für Beschädigungen am Schiff und den Verlust diverser Gegenstände, die während eines neuntägigen Unwetters über Bord gingen. Zudem begegneten sie Kriegsschiffen, z. B. der britischen West Africa Squadron, was Ausweichmanöver nötig machte, um nicht kontrolliert und erkannt zu werden.
Am 14. April kamen die Kapverden in Sicht und zwei Tage später lief die Clotilda in Praia ein. Dort weigerte sich die Mannschaft zunächst, das Schiff für die Weiterfahrt zu reparieren, da der Umbau für Sklaventransport entdeckt wurde. Die Crew machte sich, mit dem Versprechen doppelten Lohn zu erhalten, schließlich doch an die Arbeit und die Reise konnte am 22. April fortgesetzt werden.
Das westafrikanische Königreich Dahomey, auf dem Gebiet des heutigen Benin, wurde am 15. Mai erreicht. Mit Hilfe von Dolmetschern verhandelte der Kapitän mit dem König des Landes, Glélé. Er wollte von ihm insgesamt 125 Menschen für jeweils 100 Golddollar kaufen. In einer Lagerhalle durfte Foster sie unter etwa 4.000 unbekleideten Gefangenen auswählen, lehnte jedoch das Angebot ab, sie mit einem Brandzeichen versehen zu lassen. Nach einer guten Woche Aufenthalt, und eiligem Aufbruch wegen Dampfschiffen, stach die Clotilda mit nur 110 Gefangenen an Bord wieder in See und passierte nach zwölf Tagen Cape Palmas. Am 30. Juni kam der Leuchtturm von Abaco auf den Bahamas in Sicht, wo es beinahe zu einer Havarie mit einem Schiffswrack gekommen wäre. In den kommenden Tagen kamen Kriegsschiffe in Sicht, die die Clotilda jedoch unbehelligt passieren ließen. Die Angaben zur genauen Anzahl der Personen variieren, die Montgomery Weekly Post (siehe Abb.) gab beispielsweise an, es seinen 124 gewesen (ggf. inklusive Kindern).
Am 9. Juli erreichte das Schiff schließlich die Küste von Alabama. Ursprünglich hätte das Treffen mit Timothy Meaher zur Übergabe der Sklaven und Bezahlung der Mannschaft an einem anderen Ort stattfinden sollen, doch dieser verspätete sich, was zur Folge hatte, dass man sich in Mobile traf. Die Clotilda erreichte Mobile mit Hilfe eines Schleppers, der sie ein Stück weit in den Alabama River zog.
Die Besatzung hatte die Anweisung, das Schiff im Fluss in Brand zu stecken und zu versenken, um die verbotene Einfuhr von Versklavten aus Westafrika zu vertuschen. Das Feuer verbrannte alles, was sich oberhalb der Wasserlinie befand, so dass der Großteil des Schiffes intakt blieb.
Der Überlebende Cudjoe Lewis berichtete später, die Verschleppten hätten sich, während das Schiff versenkt worden war, tagelang mit ihren Bewachern in den Sümpfen Alabamas verstecken müssen, um nicht entdeckt zu werden.

## Verbleib der ehemaligen Sklaven

### Allgemeines
Von den 110 Überlebenden der Überfahrt (zwei waren auf der Reise verstorben) behielt Meaher selbst 32 und verteilte die anderen an die Investoren des Raubzuges.
Nach ihrer Befreiung zum Ende des Bürgerkrieges 1865 bleib ein Großteil der ehemaligen Sklaven, die mit der Clotilda angekommen waren, in der Nähe von Mobile. Dort gründeten sie die noch heute existierende Gemeinde Africatown. In seiner Blütezeit, in den 1960er Jahren, hatte der Ort über 12.000 Einwohner, die zahlreiche Geschichten, Briefe und Dokumente über ihre Herkunft für die Nachwelt erhalten haben. Dabei geht es auch darum, den Nachfahren der Versklavten einen Umgang mit der eigenen Identität zu ermöglichen.

### Bestätigte Überlebende

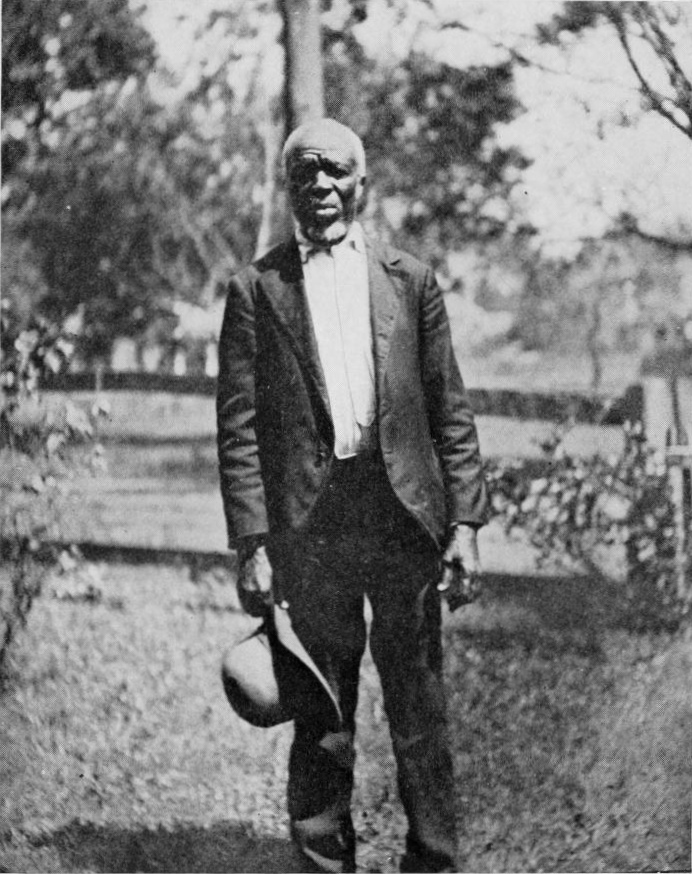
Cudjoe Lewis, 1914

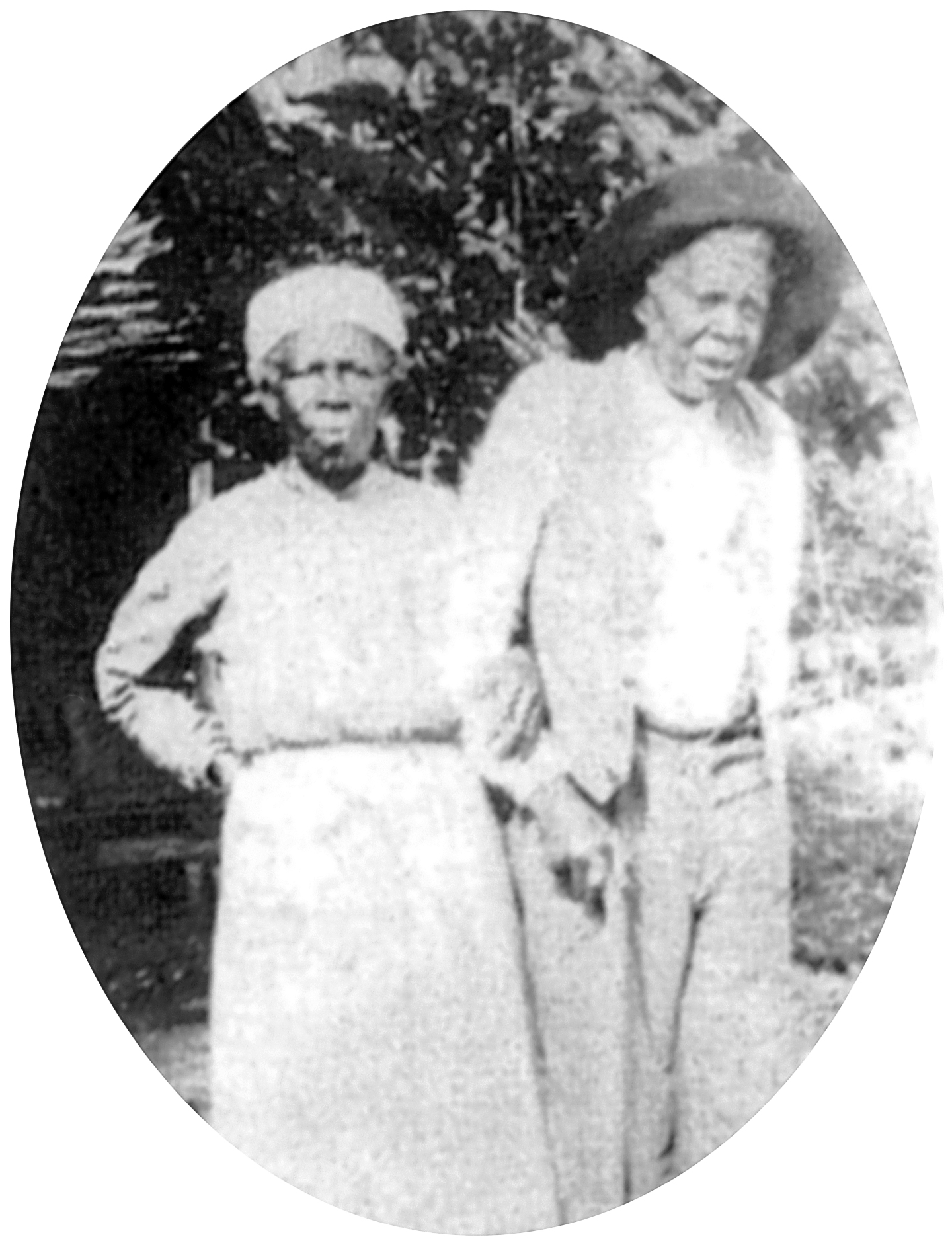
Redoshi, die 1848 in Benin geboren wurde und ebenfalls auf der Clotilda die USA erreichte, galt lange als die letzte Überlebende

#### Cudjoe Lewis
Es war Zora Neale Hurston, Anthropologin, die Lewis als einen Clotilda-Überlebenden ausfindig machte, als sie in den 1930er Jahren Interviews für ihr Buch Vor ihren Augen sahen sie Gott mit ihm führte. Lewis, der als Oluale Kossola geboren wurde, war 19 Jahre alt, als er aus Benin verschleppt wurde. Mit sieben anderen Männern ging er als Sklave in den Besitz von James Meaher über, den Bruder von Timothy Meaher. Bis zum Ende der Sklaverei arbeitet er auf einem Dampfschiff. Er nahm den Namen Lewis an und erhielt 1886 die amerikanische Staatsbürgerschaft.
Nach der Abschaffung der Sklaverei in den Vereinigten Staaten kaufte er gemeinsam mit 30 weiteren ehemaligen Sklaven Land und gründete Africatown. Er heiratete eine ebenfalls mit der Clotilda eingetroffene Frau, mit der er sechs Kinder hatte.

#### Redoshi
Redoshi wurde 1848 in Benin geboren und im Alter von 12 Jahren auf der Clotilda in die USA verschleppt. Nach ihrer Ankunft zwang ihr Besitzer sie zur Heirat mit einem älteren Sklaven, der einem anderen Stamm angehörte und nicht ihre Sprache sprach. Gemeinsam wurden die beiden an Washington Smith verkauft, den Gründer einer Bank in Alabama. Redoshi wurde gezwungen, den Namen Sally Smith anzunehmen, und arbeitete auf der Plantage ihres Besitzers. Dort brachte sie, noch als Teenagerin, eine Tochter zur Welt. Sie war 17 Jahre alt, als die Sklaverei offiziell abgeschafft wurde. Redoshi gehörte zu den letzten Überlebenden der Clotilda und starb im Jahr 1937. Im Jahr nach ihrem Tod wurde vom Landwirtschaftsministerium der Vereinigten Staaten ein 23-minütiger Kurzfilm über das Leben der Schwarzen nach der Abschaffung der Sklaverei veröffentlicht (The Negro Farmer). Der im Dallas County aufgenommene Dokumentarfilm zeigt Redoshi als alte Frau und eine der letzten Verschleppten aus Afrika, die die Sklaverei noch erlebt hatte.

#### Matilda McCrear
Die 1857 geborene und 1940 verstorbene Matilda Creagh, die aus dem westafrikanischen Königreich Dahomey verschleppt worden war, galt als die letzte Überlebende, die auf der Clotilda die USA erreichte. Die Historikerin Hannah Durkin von der Newcastle University rekonstruierte ihr Leben anhand von historischen Dokumenten, Zensusunterlagen und einem alten Zeitungsinterview.
Matilda Creagh erreichte Alabama im Alter von zwei Jahren gemeinsam mit ihrer Mutter Gracie, ihren drei älteren Schwestern und ihrem späteren Stiefvater. Die beiden Brüder waren in Westafrika zurückgeblieben, ohne dass die Familie je wieder Kontakt aufnehmen konnte. Gemeinsam mit ihrer zehnjährigen Schwester Sallie und ihrer Mutter wurde Matilda an Walker Creagh verkauft. Da ihre beiden anderen Schwestern an einen anderen Sklavenbesitzer verkauft wurden, sahen sie sich nie wieder. Als Erwachsene änderte Matilda Creagh ihren Nachnamen vom Nachnamen ihres ehemaligen Besitzers, Creagh, zu McCrear und hatte eine langjährige Beziehung sowie 14 Kinder mit einem aus Deutschland stammenden Weißen, mit dem sie jedoch nicht verheiratet war.

## Fund derClotilda
Im Jahr 2018 wurde das Wrack der Clotilda, des letzten Schiffes, welches nachweislich Sklaven in die USA brachte, in der Nähe von Mobile, Alabama, entdeckt. Taucher fanden die gut erhaltenen Überreste des vor 159 Jahren gesunkenen Schoners in einem Fluss der Mobile Bay und Unterwasserarchäologen gelang die Identifikation anhand der verwendeten Baumaterialien. Da das Wrack im Schlamm versunken war, ist es das am besten erhaltene Wrack eines Sklavenschiffs, das bisher gefunden wurde.

## Historische Bedeutung
Die historische Bedeutung des Fundes besteht unter anderem darin, dass er illustriert, wie der Sklavenhandel trotz des erlassenen Verbotes weiterging. Darüber hinaus wurden die Existenz der Überlebenden der Clotilda 1870 amtlich dokumentiert, als die damalige Volkszählung erstmals ehemalige Sklaven namentlich und mit identifizierenden Details erfasste. Dies gibt ihren Nachfahren die Möglichkeit, ihre Vorfahren bis zu dem Sklavenschiff und dem angegebenen Geburtsland zurückzuverfolgen.
Da hier nicht nur die Schiffshülle erhalten blieb, erhoffen Forscher sich neue Erkenntnisse durch den Fund verbliebener Reste von Verpflegung oder gar menschlicher DNA zu gewinnen, die im Laderaum des Schoners noch erhalten sein könnten.
Zu den Organisationen, die sich darum bemühen, das Andenken an die Clotilda als Mahnmal gegen den Menschenhandel zu erforschen und verbreiten, zählen die „Alabama Historical Commission“, die Smithsonian Institution und der Tauchverein „Diving With a Purpose“.